# Coralie Dubost
Pour les articles homonymes, voir Dubost.
Coralie Dubost, née le 4 mars 1983 à Montpellier, est une femme politique française.
Juriste de formation, membre de La République en marche (LREM), elle est élue députée dans la troisième circonscription de l'Hérault lors des élections législatives de 2017. Au sein du groupe LREM à l'Assemblée nationale, elle exerce les fonctions de vice-présidente puis de présidente déléguée du groupe LREM chargée du travail législatif.
Mise en cause pour la gestion de ses frais de mandats, elle annonce son retrait de la vie politique trois semaines avant les élections législatives de 2022.

## Biographie

### Famille
Coralie Dubost est née le 4 mars 1983 à Montpellier. Son père est professeur de littérature du Moyen Âge.
Vivant à Celleneuve, un quartier de Montpellier, elle est en couple avec l’homme politique Olivier Véran de 2018 à 2021,,.
En octobre 2021, elle est agressée avec son nouveau compagnon en sortant d'un restaurant du 7e arrondissement de Paris ; les malfrats dérobent un butin d'environ 15 000 euros, dont 2 000 euros en espèces et une montre Rolex de 12 000 euros.

### Formation
Elle étudie dans les universités de Montpellier, Nancy et Lyon puis devient juriste spécialisée dans les modes alternatifs de règlement de conflits,, ainsi que dans le droit européen et international des droits de l'homme. Durant son doctorat, elle publie un article portant sur la médiation civile et commerciale en Europe (Revue des Affaires Européennes - 2013).

### Carrière professionnelle
De 2015 à 2016, elle est chargée de mission entreprise et RSE auprès de la fondation Agir contre l'exclusion (FACE) de l'Hérault puis en 2017, elle devient responsable des projets à la Montpellier Business School.

## Carrière politique

### Élection
Elle se dit convaincue par le discours prononcé par Emmanuel Macron à l'université des Gracques à laquelle elle assiste en novembre 2015. Elle rejoint En marche ! à sa création en avril 2016 et devient la référente du département de l'Hérault. Issue d'une famille ancrée à gauche, elle déclare avoir par le passé « voté à gauche, au centre, à droite ».
Elle est élue députée au second tour des élections législatives de 2017 dans la 3e circonscription de l'Hérault, face au candidat de La France insoumise Stéphane Vidal, avec 60,45 % des suffrages exprimés, succédant ainsi à Fanny Dombre-Coste, députée sortante battue au premier tour.

### Activité législative
Membre de la commission des lois constitutionnelles, de la législation et de l'administration générale de la République et membre de la commission des affaires européennes, elle porte différents textes au Parlement.
Contexte indique que « ses sujets de prédilection sont l'Europe et les affaires internationales » et qu'« elle a d'ailleurs co-présidé le rapport sur l'État de droit dans l'Union européenne ».
Elle est rapporteure pour le projet de loi Pacte. À ce poste, elle porte, avec le soutien du groupe LREM, un amendement visant à permettre à quatre millions de salariés bénéficiant d'un mécanisme de participation au sein de leur entreprise de gagner environ 80 euros de plus par an, tout en abaissant de 160 000 à 80 000 euros de salaire annuel le plafond servant de calcul à la participation des salariés aisés, « dans un souci de redistribution » ; mais le ministre Bruno Le Maire, responsable du projet de loi, se montre réticent,.
Lorsque François de Rugy est à la tête de l’Assemblée nationale, elle préside le groupe de travail de réforme de l'Assemblée sur le développement durable.
En 2020, elle porte un projet de résolution européenne visant à rapatrier la fabrication de médicaments stratégiques.

### Au sein du groupe LREM
Elle est, avec Pacôme Rupin, Danièle Hérin et Gilles Le Gendre, vice-présidente du groupe LREM, chargée des relations avec le gouvernement, sous la présidence de Richard Ferrand,, dont elle est proche,. En janvier 2018, Richard Ferrand annonce qu'elle remplacera à un poste de secrétaire de l'Assemblée nationale Lénaïck Adam, dont l'élection est invalidée par le Conseil constitutionnel, mais Hugues Renson, vice-président de l'Assemblée, s'en étonne et l’idée de sa nomination, ultérieurement présentée comme devant être provisoire, est abandonnée,. Midi libre estime que cet épisode « semble cacher quelques lignes de fracture au sein du groupe LREM ». En septembre 2018, elle soutient la candidature de Laetitia Avia pour la succession de Richard Ferrand.
En 2019, avec d'autres députés LREM, elle se désolidarise d'Aurore Bergé, porte-parole de LREM, lorsque celle-ci annonce son intention de voter une proposition de loi des Républicains interdisant le port du voile aux femmes qui accompagnent des groupes d’élèves en sortie scolaire. Elle déclare en 2021 à L'Express qu'« on peut porter le voile et être engagée sur des idées progressistes », et estime que la présence d'une candidate voilée sur une affiche électorale n'est pas problématique.
Elle se porte candidate à la présidence du groupe LREM, dont l'élection se tient en septembre 2020, à la suite de la démission de Gilles Le Gendre. Elle recueille 9,67 % des voix au premier tour. Après son élection comme président de groupe, Christophe Castaner la nomme présidente déléguée du groupe, chargée du travail législatif, un titre qu'elle partage avec Aurore Bergé.
En 2020, elle rejoint En commun, courant créé au sein du groupe LREM, s'inscrivant ainsi dans le courant social-écologiste de la majorité présidentielle.

### Autres responsabilités
En septembre 2017, elle intègre le programme des Young Leaders de la France China Foundation (FCF) qui vise à encourager le dialogue entre la France et la Chine, après avoir bénéficié de la promotion de Matignon. Dans L'Opinion, Jean-Jérôme Bertolus la présente alors comme « familière de l’Élysée ».

### Élections municipales de 2020 à Montpellier
Le quotidien 20 Minutes indique en janvier 2018 que « dans sa circonscription, Coralie Dubost ne fait pas l’unanimité. Certains maires de petites communes de la métropole de Montpellier regrettent, notamment, ses absences sur le terrain ». Alors qu'elle se montre hostile à Philippe Saurel, maire de Montpellier, la nouvelle direction de LREM dans l'Hérault, qu'elle a quittée, cherche à être conciliante avec celui-ci en vue des élections municipales de 2020. Elle apporte d'abord son soutien à la candidature de Mohed Altrad,, avant de se ranger derrière Patrick Vignal, tête de liste investie par LREM ; elle figure en avant-dernière position sur sa liste.

## Controverse puis retrait de la vie politique
En avril 2022, Mediapart révèle qu'elle a été épinglée par le déontologue de l'Assemblée nationale pour des dépenses effectuées sur avance de frais de mandat, allant jusqu'à 3 000 € par mois en vêtements et lingerie, n'ayant aucun lien avec son mandat de députée. L'intéressée déclare avoir remboursé ces dépenses. Selon plusieurs témoignages, elle demandait aussi à ses collaborateurs parlementaires de « surveiller son personnel de maison », d'apporter ses affaires au pressing ou chez le cordonnier. Emmanuel Macron décide qu'elle ne bénéficiera pas d'une investiture LREM pour les élections législatives de juin 2022. Elle annonce alors qu'elle se retire de la vie politique,,.
Incidemment, le quotidien Libération signale un fort « turnover » des collaborateurs parlementaires de Coralie Dubost : quinze ont en effet démissionné sur la durée de son mandat.